# Rhotala vittata
Rhotala vittata är en insektsart som beskrevs av Matsumura 1907. Rhotala vittata ingår i släktet Rhotala och familjen vedstritar. Inga underarter finns listade i Catalogue of Life.